# Spaghettificazione

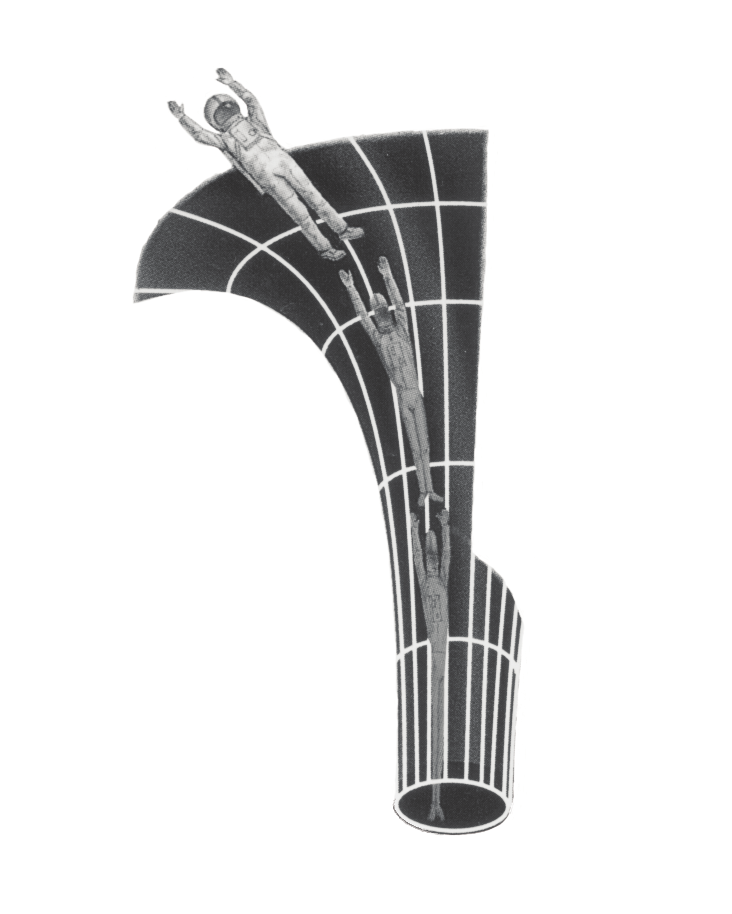
Rappresentazione della spaghettificazione di un astronauta che cade in un buco nero

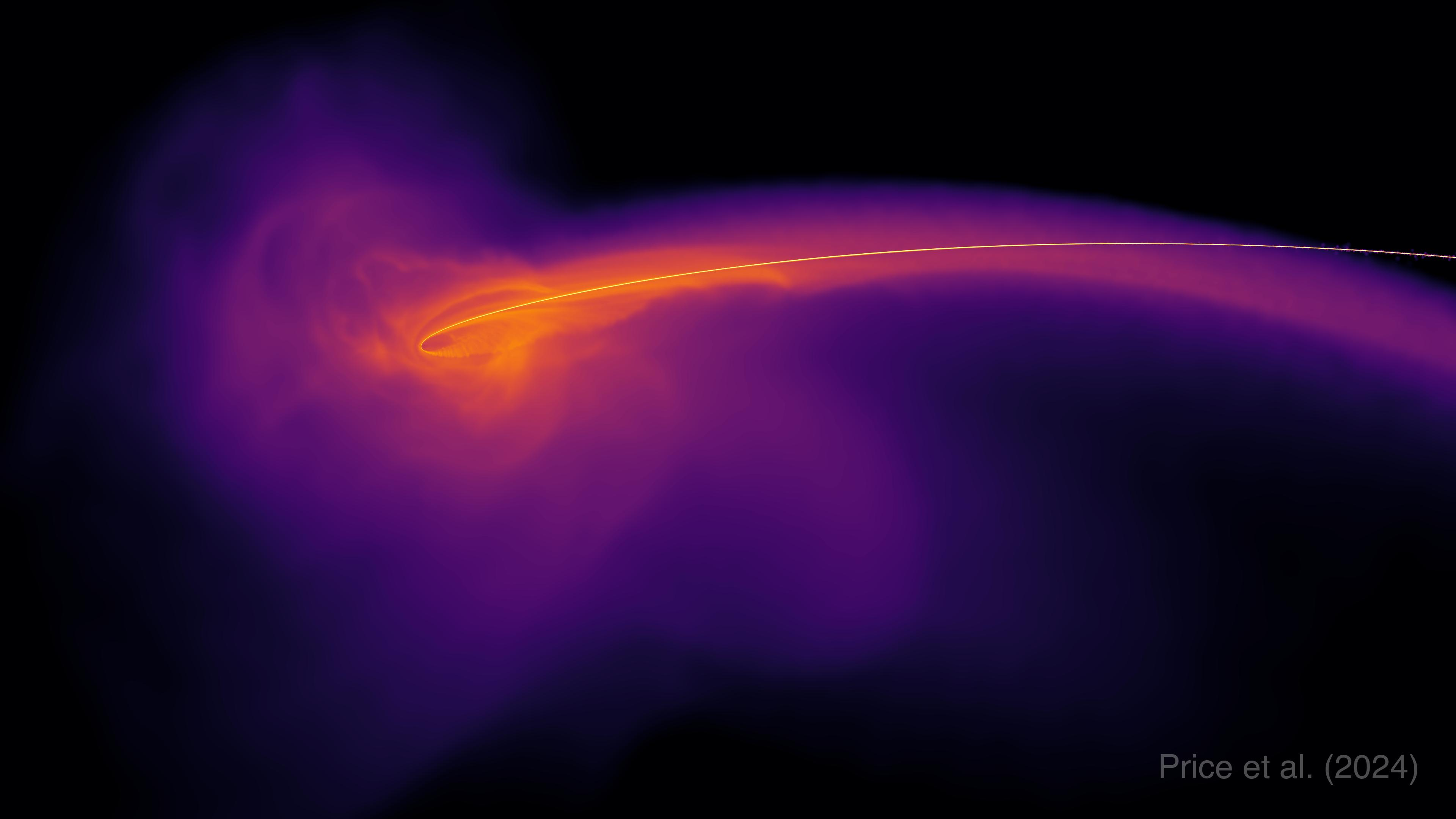
Simulazione al computer della distruzione mareale (spaghettificazione) di una stella di massa pari a quella solare da parte di un buco nero supermassiccio di massa pari a un milione di masse solari.

In astrofisica, la spaghettificazione (originariamente spaghettification, un neologismo inglese derivato dall'italiano "spaghetti", usato per la prima volta dallo scrittore scientifico Nigel Calder) è un effetto che avviene quando un oggetto è in caduta verso il centro di un buco nero, per cui l'oggetto si allunga e stira in forme sottili, simili a spaghetti (da cui il nome).
Tale effetto fu descritto anche dall'astrofisico Stephen Hawking, riferendolo allo stiramento di un ipotetico astronauta che attraversa l'interno dell'orizzonte degli eventi di un buco nero.

## Osservazione del fenomeno
Tra il 2019 e il 2020 il processo di morte per spaghettificazione di una stella originato da un buco nero supermassivo di massa 10×106 M⊙ è stato osservato da un gruppo di ricercatori di Birmingham coordinati dall'astronomo Matt Nicholl, servendosi del Very Large Telescope e del New Technology Telescope dell'Osservatorio di La Silla gestito dall'ESO, oltre alla collaborazione con l'osservatorio di Las Cumbres e alle riprese del satellite Swift della NASA. La stella che è stata distrutta si trovava all'interno di una galassia situata a 215 milioni di anni luce nella costellazione dell'Eridano. All'evento di distruzione mareale osservato è stato dato il nome AT2019qiz.

## Spiegazione
Poiché la forza gravitazionale del buco nero aumenta sempre più avvicinandosi alla singolarità centrale, la parte dell'oggetto più vicina al centro verrebbe attratta più di quella lontana (un effetto detto "forza di marea", in analogia con le maree lunari, poiché sono due effetti che dipendono dalla stessa causa), col risultato che l'oggetto inizierebbe ad allungarsi e ad essere stirato in forme sempre più lunghe e sottili, finché non si spezzerebbe in parti sempre più piccole.
La spaghettificazione avviene ad una distanza molto ridotta dal centro del buco nero. Nel caso di buchi di grande massa (buchi neri supermassicci) essa avviene ampiamente all'interno dell'orizzonte degli eventi, ed è quindi invisibile all'esterno. Nel caso di buchi neri di massa stellare o più piccola, il cui raggio di Schwarzschild è molto più vicino alla singolarità, essa potrebbe avvenire fuori dall'orizzonte ed essere quindi osservabile.

### Esempio

Animazione che spiega il fenomeno della spaghettificazione

Come esempio di come avviene il fenomeno della spaghettificazione, si possono considerare quattro oggetti separati che si trovano nello spazio sopra un pianeta, disposti a forma di diamante. I quattro oggetti seguono le linee del campo gravitoelettrico, dirette verso il centro del corpo celeste. In base alla legge dell'inverso del quadrato, il più basso dei quattro oggetti subisce la maggiore accelerazione gravitazionale, così che l'intera formazione si allunga in una linea. Questi quattro oggetti sono parti collegate di un oggetto più grande. Un corpo rigido resisterà alla distorsione e, man mano che il corpo si deforma, si sviluppano forze elastiche interne per bilanciare le forze di marea, raggiungendo così l'equilibrio meccanico. Se le forze di marea sono troppo elevate, il corpo potrebbe cedere e fluire plasticamente prima che le forze di marea possano essere bilanciate, oppure fratturarsi, producendo un filamento o una fila verticale di frammenti.